# Ermita de la Mare de Déu del Socors de Càlig
L'Ermita de la Mare de Déu del Socors, més coneguda a la rodalia com a ermita del Socós o simplement el Socós (Càlig), està situada a la vora del camí de les Cometes, a la falda del Coll de les Forques, a 1 km de la població. És una construcció del segle xviii. Ha estat qualificada com a Bé de Rellevància Local amb la categoria de Monument d'Interès Local.

## Història
Abans del temple actual existia en el mateix lloc una petita ermita, amb certesa des dels inicis del segle xvii, de la qual encara es conserven vestigis en l'hostatgeria, una petita dependència, adossada al temple i unida a l'hostal, amb una porta de mig punt de carreus i quatre nervis en el sostre.
Inaugurada l'any 1763, en la façana, damunt de l'escut de porta, està gravat l'any 1785, data en què es va finalitzar aquesta façana. En 1822 el pintor Joaquim Oliet i Cruella decorà l'interior amb frescos.
En 1877 es va col·locar una reixa per tancar el presbiteri, en 1906 es va ficar el paviment, però en 1936 són destruïts els retaules.
Els últims ermitans de l'ermita dels Socós van ser Narcís Querol Pomada (nadiu de Càlig) i Praxedes Ribes Ripoll (catalana de El Poblenou, Barcelona) als anys 40. El diari de Càlig va dedicar-ne una portada.
Fou restaurada l'any 1988 i en 2008 han estat millorats els accessos i netejada la façana.

## Arquitectura

### Estructura
Església de planta rectangular tipus saló amb tres naus de la mateixa altura, la central, de 6,20 m d'ample, coberta per volta de canó, i les laterals, de 5 m d'ample, cobertes per volta d'aresta, amb creuer cobert per una cúpula sobre petxines amb tambor calat per ulls de bou, sense llanternó.
L'espai interior es delimita per sis pilars i quatre aparellats als peus, d'ordre compost coronats per una cornisa al damunt de l'entaulament, i per sobre, un pilar curt i més prim d'on surten els arcs de mig punt que suporten la volta. Els pilars tenen correspondència amb 16 pilastres i l'entaulament i la cornisa continuen en les parets perimetrals. Un absis semicircular encapçala el temple que es cobreix per una volta de quadrant d'esfera seguida per una volta de canó a l'apropar-se al creuer.
La teulada, de dues vessants, es cobreix amb teula àrab, i en la cúpula s'utilitza teula vidriada blava i ornamentada amb nervis de teula vidriada blanca que s'uneixen al cim.

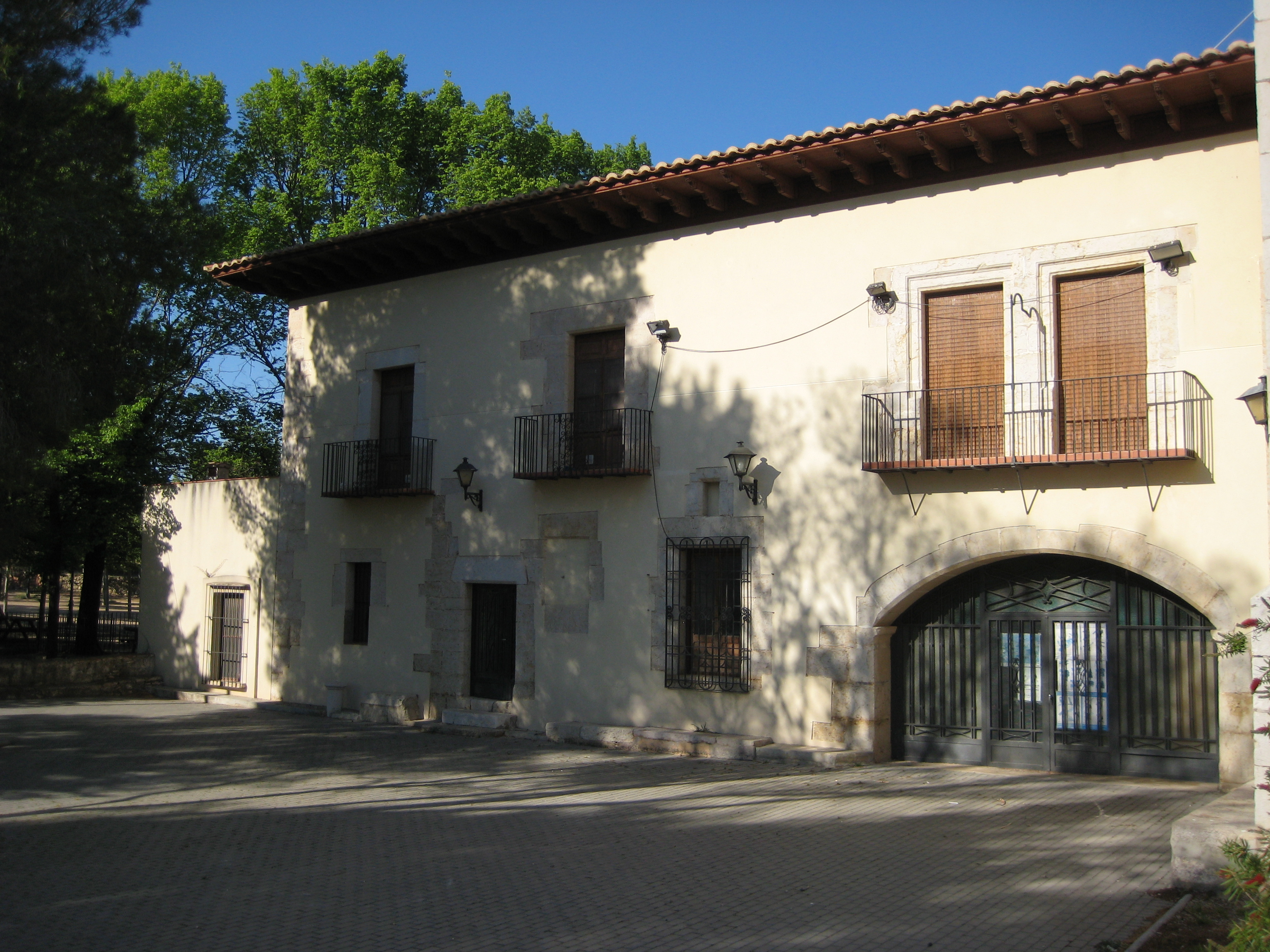
Hostatgeria de l'ermita

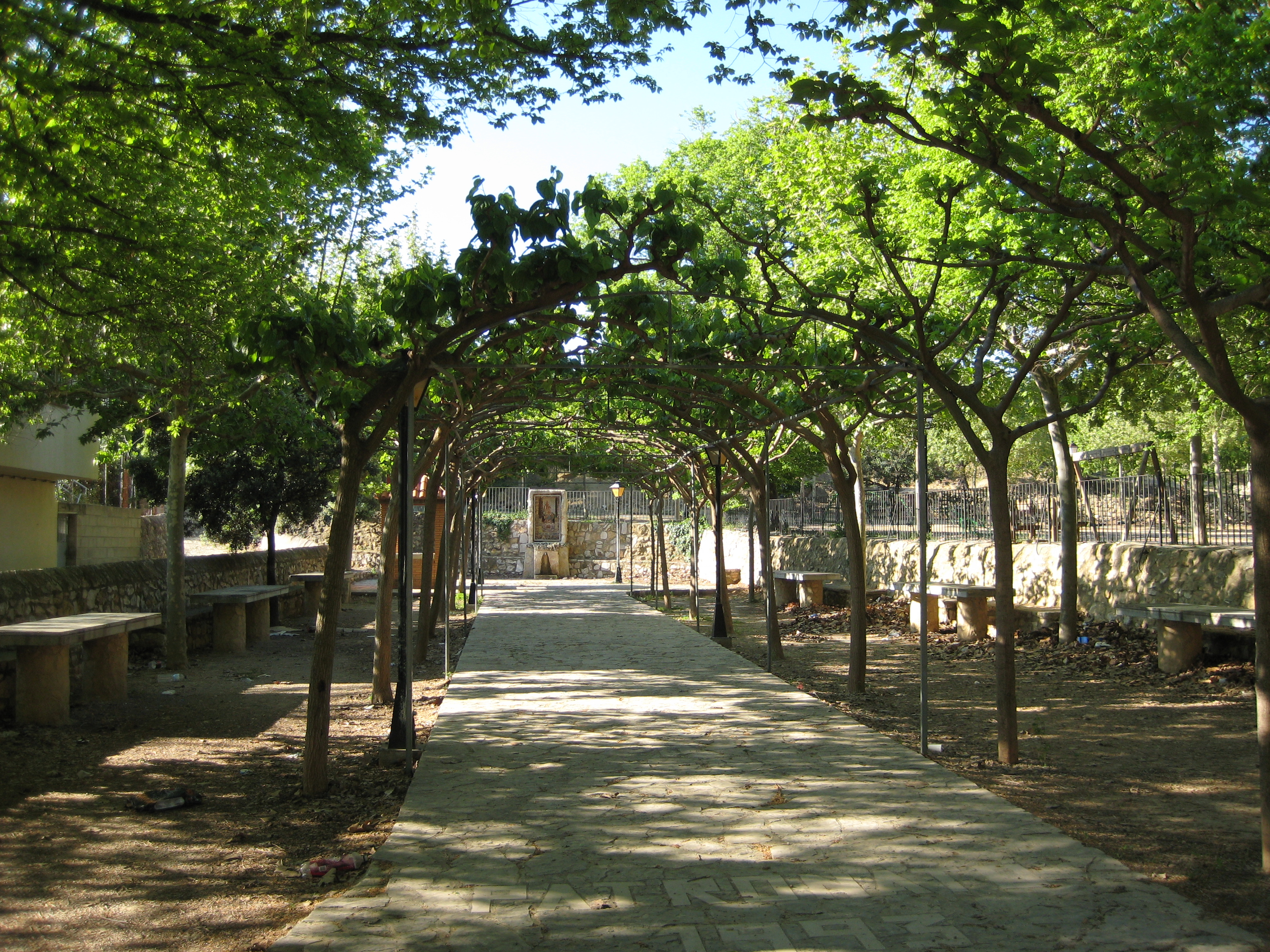
Berenador

### Façana
El frontis està rematat per una cornisa mixtilínia amb tres espadanyes, una en el centre, amb una petita campana, i les altres, als extrems, sense campana. Aquest frontis té al centre una portada de dos cossos: en el primer unes pilastres llises toscanes emmarquen la porta i sostenen l'entaulament on descansa el segon cos, que en el centre ocupa una fornícula apetxinada amb l'estàtua de la Mare de Déu delimitada per pilastres jòniques i entaulament, i dos pitxers als extrems. Per damunt, un ull de bou ovalat ajuda a donar més verticalitat a la portada. L'estructura del segon cos té fortes influències del segon cos de les portades laterals de l'Església de Sant Joan Baptista d'Alcalà de Xivert.

### Interior
La decoració, al fresc, plenament neoclàssica i referida a escenes marianes, cobreix l'intradós de la nau central amb quatre medallons (Nativitat, Presentació, Desposoris i Anunciació), l'intradós de la cúpula, amb sis medallons (al·legories de l'Antic Testament referides a Maria) i, en l'absis, la volta de quadrant d'esfera completament pintada amb l'Assumpció i en la volta de canó la Coronació.

### Altres edificacions
Junt a l'església està l'hostatgeria, actualment utilitzada a l'estiu. I junt a aquests edificis, un berenador completa l'espai.

## Festivitat
La romeria a l'ermita es fa el 6 de setembre des de l'església parroquial de Sant Llorenç, anant davant la creu alçada i darrere la comitiva. En arribar se celebra missa major i es passa la resta del dia, de festa, als seus voltants. A la tarda, es treu la Mare de Déu en processó pels voltants de l'església. Altre dia de visita massiva a l'ermita és amb la celebració de Sant Vicent Ferrer.
Segons la tradició, uns llauradors que tornaven al poble aprofitaren un brollador a la vora del camí per a descansar i beure. Allà trobaren una imatge de la Mare de Déu que portaren al poble. Des de Cervera arribà una comissió per a reclamar la imatge per haver-la trobat al seu terme. Aconseguida la imatge, els cerverins la portaren a la seva església i l'endemà la imatge havia tornat al lloc on l'havien trobat, indicant a tots que la imatge volia residir a Càlig.